# Форд, Уэнделл
Уэнделл Хэмптон Форд (англ. Wendell Hampton Ford; 8 сентября 1924, Оуэнсборо, Кентукки — 22 января 2015 там же) — американский политик, член Демократической партии.
Он был вице-губернатором Кентукки с 1967 по 1971, избран губернатором штата в 1971 году. В 1974 году получил место в Сенате США, считался одним из самых эффективных законодателей, был избран однопартийцами лидером депутатской группы демократов в 1991 году. Оставил Сенат в 1999 году.